# Aclistocharaceae
Aclistocharaceae, Nekadašnja porodica fosilnih slatkovodnih algi iz divizije parožina ili pršljenčica (Charophyta) kojoj pripada samo jedan rod, Qinghaichara, s vrstom Qinghaichara longiconica.